# Thamnophis
Thamnophis este un gen de șerpi din familia Colubridae.

## Galerie

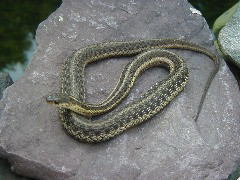
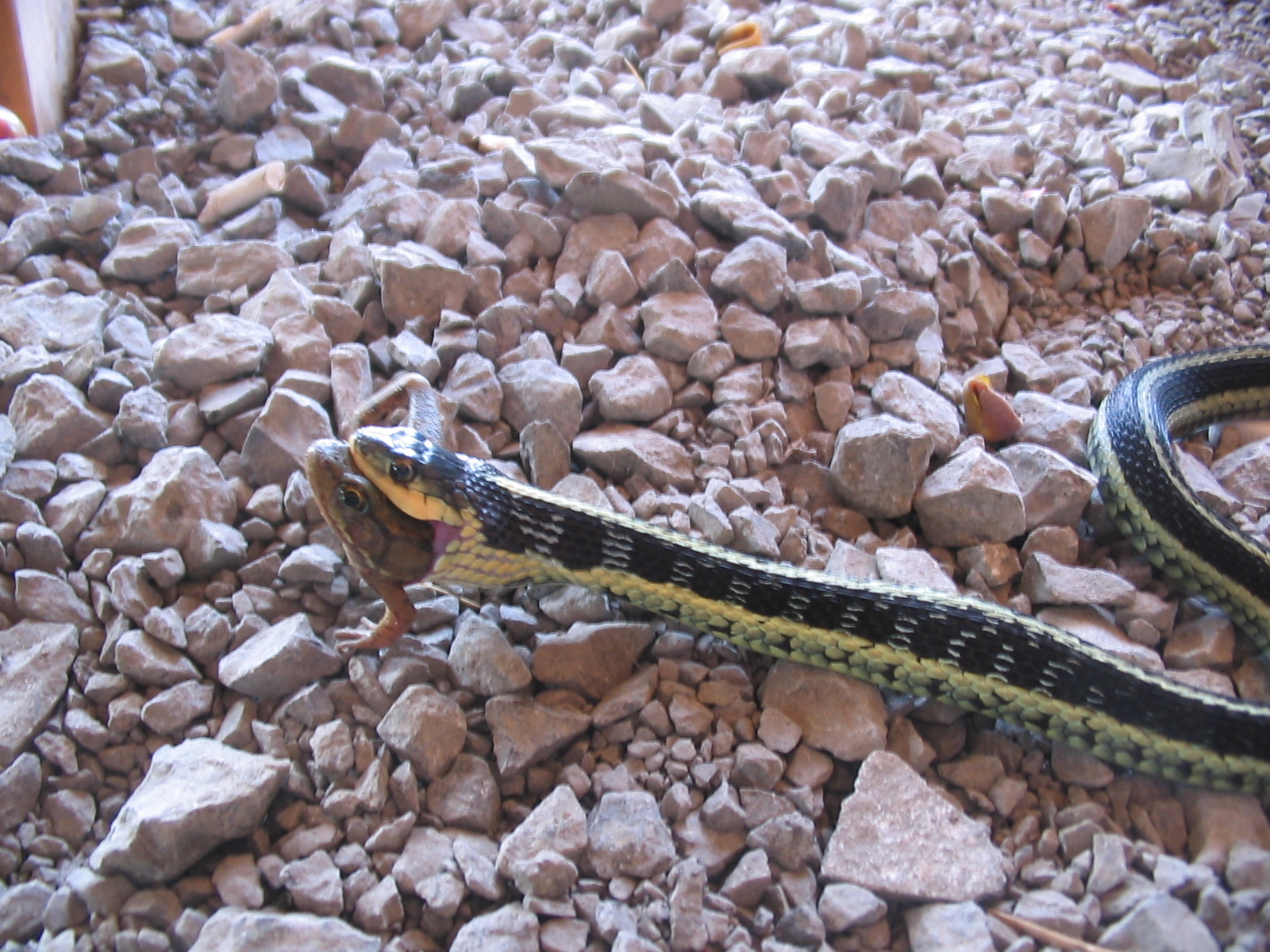
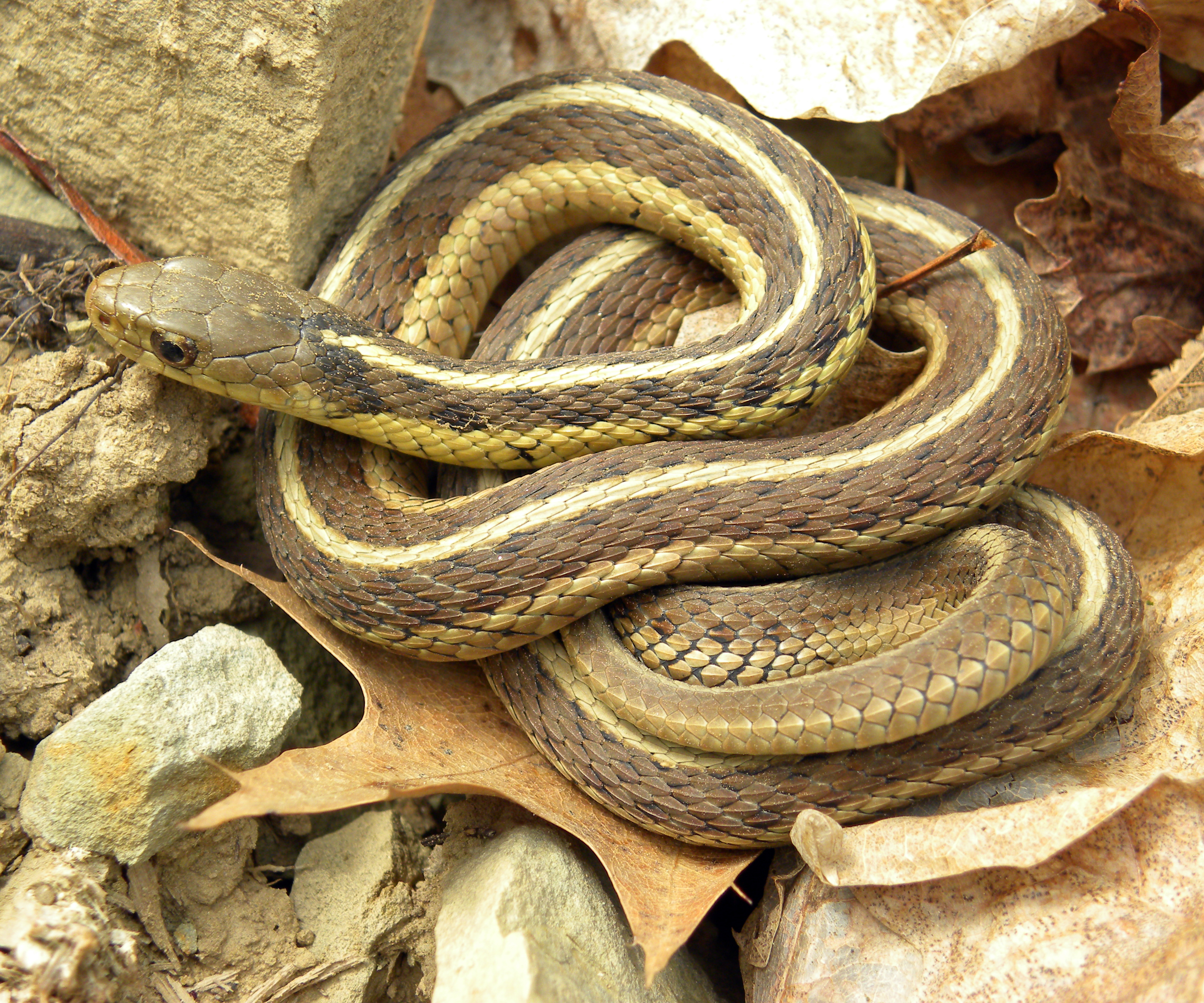
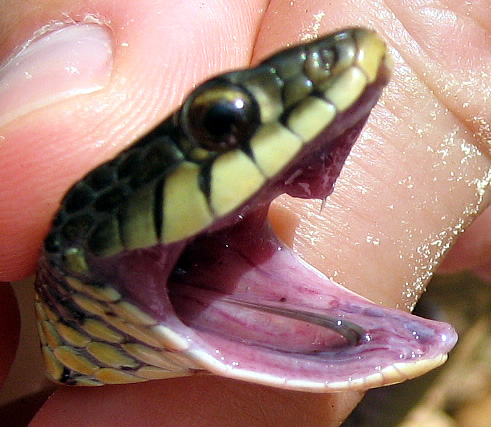
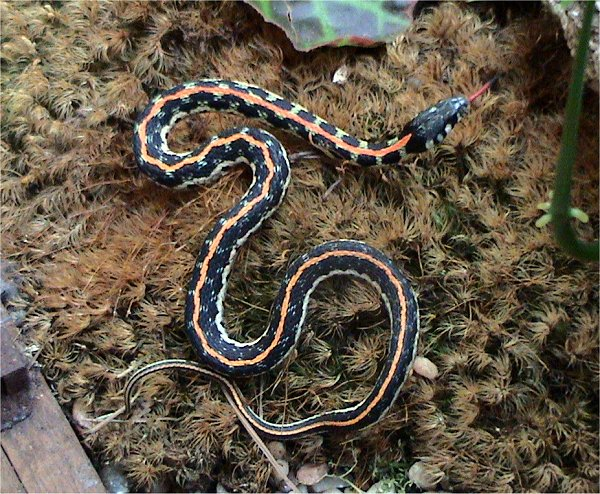
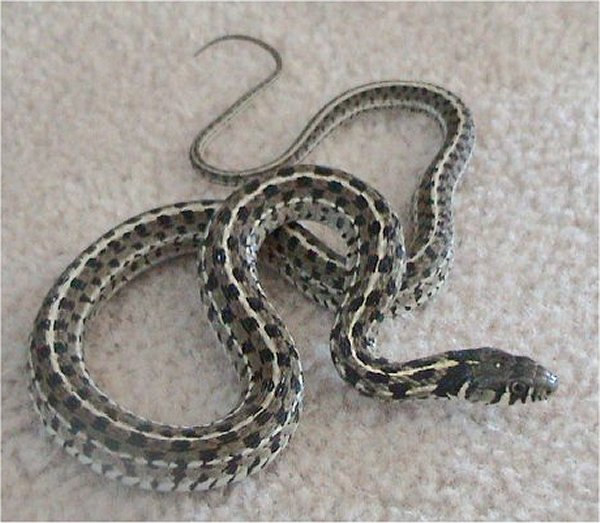

## Specii[1]
- Thamnophis angustirostris
- Thamnophis atratus
- Thamnophis bogerti
- Thamnophis brachystoma
- Thamnophis butleri
- Thamnophis chrysocephalus
- Thamnophis conanti
- Thamnophis couchii
- Thamnophis cyrtopsis
- Thamnophis elegans
- Thamnophis eques
- Thamnophis exsul
- Thamnophis fulvus
- Thamnophis gigas
- Thamnophis godmani
- Thamnophis hammondii
- Thamnophis lineri
- Thamnophis marcianus
- Thamnophis melanogaster
- Thamnophis mendax
- Thamnophis ordinoides
- Thamnophis proximus
- Thamnophis radix
- Thamnophis rossmani
- Thamnophis rufipunctatus
- Thamnophis sauritus
- Thamnophis scalaris
- Thamnophis scaliger
- Thamnophis sirtalis
- Thamnophis sumichrasti
- Thamnophis valida